# Gerard III van Holstein
Gerard III van Holstein bijgenaamd de Grote of de Kale (circa 1292 - Randers, 1 april 1340) was van 1304 tot 1340 graaf van Holstein-Rendsburg en van 1326 tot 1330 hertog van Sleeswijk. Hij behoorde tot het huis Schaumburg.

## Levensloop
Gerard III was de zoon van graaf Hendrik I van Holstein-Rendsburg en diens echtgenote Heilwig, dochter van Willem II heer van Bronckhorst. Hij was nog minderjarig toen hij in 1304 het graafschap Holstein-Rendsburg erfde, maar kon al als jong heerser zijn erfenis uitbreiden door tussen zijn verwanten te manoeuvreren en door andere delen van Holstein te veroveren werd hij een machtige lokale vorst. In die periode fungeerde hij ook als betaalde huurlingenaanvoerder van naburige koninkrijken, wat hem een tijdje hypotheekhouder maakte van koning Erik VI van Denemarken. Ook werkte hij vaak samen met zijn neef, graaf Johan III van Holstein-Kiel.
In 1325 begon Gerard zijn carrière in het noorden door het regentschap op te nemen van zijn minderjarige neef, hertog Waldemar V van Sleeswijk. Deze positie maakte hem tot een mogelijke bondgenoot van de ontevreden Deense magnaten en in 1326 zette hij samen met de Deense rebellen koning Christoffel II af. Vanaf dat jaar tot aan zijn dood was Gerard de belangrijkste factor in de Deense politiek. Hij plaatste zijn neef Waldemar V op de Deense troon, werd benoemd tot regent van Denemarken en splitste tegelijkertijd Sleeswijk af van Denemarken, wat het begin betekende van de langdurige Duitse invloed in Zuid-Jutland. Zijn onbekwaamheid en het feit dat hij niet voor vrede kon zorgen leidden echter tot verdere opstanden en een conflict met graaf Johan III van Holstein-Kiel. Hierdoor verving Gerard III in 1330 zijn neef Waldemar V als koning van Denemarken door de vroegere koning Christoffel II, die echter fungeerde als marionet. Toen Christoffel II in 1332 stierf, nam Gerard zelf de regering van Denemarken over.
Van 1332 tot 1340 was Gerard de feitelijke heerser van het zo goed als uiteengevallen Denemarken. Hij bestuurde zowel Jutland als Funen, terwijl zijn neef Johan III de rest van Denemarken bestuurde. Hij deed geen pogingen om zichzelf tot koning of regent te benoemen en in feite bestuurde hij Denemarken als militair dictator en enkel en alleen om zijn bezittingen zo veel als mogelijk uit te breiden. Zijn positie was echter onveilig, omdat hij veel schulden had bij Holsteinse edelen die zijn troepen bewapenden en hij die edelen betrok bij de Deense politiek om ze te vriend te houden. Het resultaat was een groeiende tegenstand tegen de buitenlandse overheersing, ook bij de Deense landadel die Gerard vroeger gesteund had. Boerenopstanden en wetteloosheid creëerden dan weer een groeiende chaos en Gerard werd onder druk gezet door zijn Duitse buurstaten die meer en meer Christoffels zoon Waldemar IV steunden, de pretendent van de Deense troon. 
In de lente van 1340 moest Gerard opstandelingen gaan bestrijden in Noord-Jutland. Tijdens zijn verblijf in Randers viel de Deense schildknaap Niels Ebbesen met een troepenmacht Gerards slaapkamer binnen en werd Gerard het hoofd ingeslagen. Zijn dood betekende het einde van de Holstein-regering in Denemarken. Zijn twee zonen gaven de macht in Denemarken op nadat ze van de nieuwe koning Waldemar IV een voordelige economische compensatie hadden gekregen. 
Wegens zijn politieke rol wordt Gerard vrij gevarieerd beoordeeld. In Denemarken wordt hij beschouwd als schurk en Duitse tiran wiens moord een van de hoogtepunten was in de Deense geschiedenis. Omdat Gerard ook een grote ravage had aangericht in Dithmarschen, wordt er ook daar een slecht beeld van hem afgeschilderd. In Holstein werd hij echter beschouwd als nationale oorlogsheld en werd hij vereerd als een halve heilige. Volgens contemporaine bronnen was Gerard dan weer een energieke, brutale en diep gelovige krijgsheer.

## Huwelijk en nakomelingen
Gerard III was gehuwd met Sophia, dochter van heer Nicolaas II van Werle en langs moederkant kleindochter van koning Erik V van Denemarken. Ze kregen volgende kinderen:
- Hendrik II (1317-1384), graaf van Holstein-Rendsburg
- Nicolaas (1321-1397), graaf van Holstein-Rendsburg
- Adolf (circa 1330), jong gestorven
- Elisabeth (1340-1402), abdis van de Keizerlijke Abdij van Elten